# Ринок «лимонів»: невизначеність якості і ринковий механізм
Ринок «лимонів»: невизначеність якості і ринковий механізм (англ. The Market for 'Lemons': Quality Uncertainty and the Market Mechanism) — наукова робота Джорджа Акерлофа, опублікована у 1970 році. Робота присвячена асиметрії доступної інформації: у ній аналізуються ринкові наслідки ситуацій, в яких продавець знає про якість товару більше, ніж покупець. Джордж Акерлоф, Майкл Спенс і Джозеф Стігліц у 2001 році отримали Премію з економіки пам'яті А. Нобеля «за аналіз ринків з асиметрично-доступною інформацією».

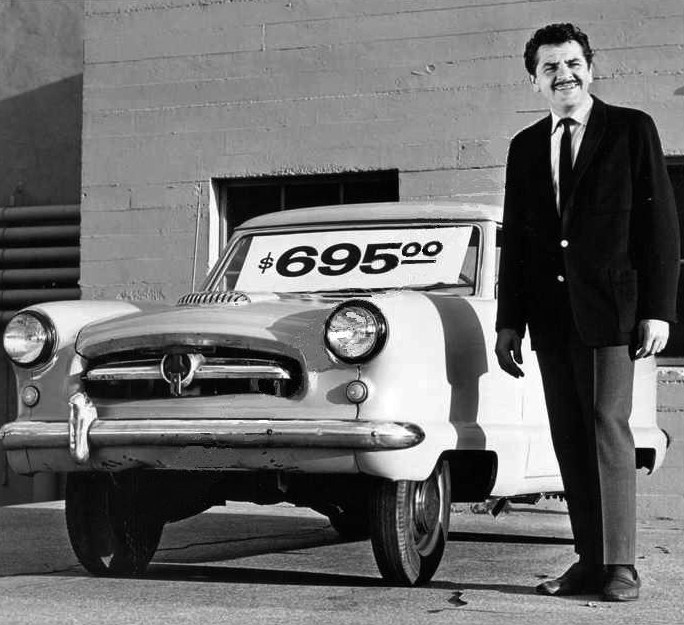
Продавець вживаного авто у 1960-ті роки

Основну ідею роботи можна сформулювати так: «якщо покупці не володіють інформацією про якість товару тією ж мірою, що й продавці, погані товари витісняють хороші аж до повного зникнення ринку». Ринок вживаних авто є ілюстрацією цієї проблеми: «лимонами» на американському слензі називають автомобілі з дефектами, які виявлені тільки після купівлі.

Оскільки справжній технічний стан вживаного автомобіля набагато краще відомий продавцеві, аніж  покупцеві, при покупці заздалегідь не можна передбачити, чи буде машина «хорошою» або «поганою». Тому покупець очікує машину деякої середньої якості й готовий сплатити за її деяку середню ціну. Таким чином, продавець хорошої, доглянутої машини не може отримати справедливу (повну) ціну за свій автомобіль й вимушений піти з ринку. Разом з відтоком продавців «хороших» машин усереднена ціна, яку покупець готовий платити за машину невідомої якості, падає усе нижче, аж до повного зникнення «хороших» машин з продажу.
|                  | Слід підкреслити, що вибір (такого прикладу) продиктований міркуваннями швидше більшої конкретності й кращого розуміння проблеми, ніж важливості або реалістичності ситуації, яка розглядається. |
| — Джордж Акерлоф | |

Як інші приклади аналізується також ринок медичного страхування, проблема зайнятості серед представників національних меншин і кредитні ринки у країнах, що розвиваються.
Висновок Акерлофа полягає у тому, що держава повинна взяти на себе деякі регулюючі і контролюючі функції на подібних ринках.

## Критика
Економісти либертаріанського напряму заперечують Акерлофу, вказуючи, що й описані ним ринки з асиметричною інформацією мають здатність до саморегулювання, доказом чого виступає той очевидний факт,  що ринок вживаних автомобілів продовжує успішно функціонувати по всьому світу, — покупці і продавці в умовах вільної економіки знаходять власні способи контролю якості (наприклад, за власною ініціативою залучають експертів).
Джордж Гоффер і Майкл Пратт у преамбулі до свого емпіричного дослідження пишуть, що «далеко не усі економісти згідні з тим, що "ринок лимонів" дійсно існує стосовно вживаних автомобілів». Дослідження показує, що закони деяких штатів США, які зобов'язують продавців розкривати інформацію про усі відомих їм дефекти автомобіля, виявилися неефективними — якість автомобілів, які продаються,  не відрізняється від якості машин, які продаються у сусідніх штатах, де з асиметричністю інформації влада спеціально не бореться.